# Càrrega buida

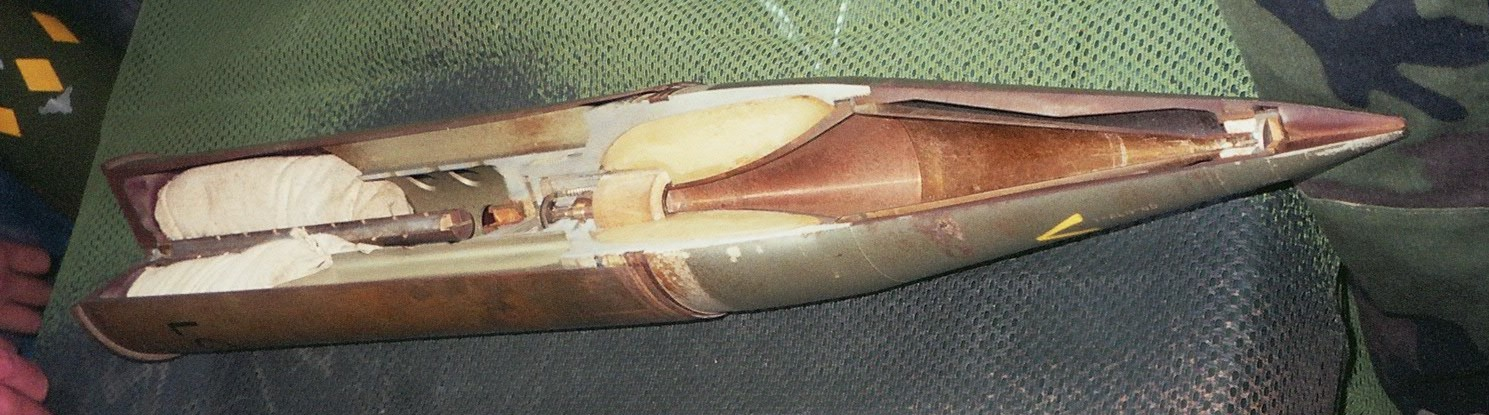
Secció d'un projectil HEAT amb la configuració de càrrega buida visible a l'interior; el con buit de coure està a la part superior del projectil; just sota del con, la zona groga conté l'explosiu.

La càrrega buida és una tècnica de construcció de projectils explosius. Consisteix a redirigir i concentrar la força de l'explosió del projectil, per tal de superar un blindatge. La granada impacta contra el blindatge enemic, es detona la càrrega explosiva i, a causa de la forma en què està disposada, gran part de la força de l'explosió es projecta cap endavant.

## Descripció
El principi de la càrrega buida consisteix -bàsicament- a aprofitar la força de l'explosió de la càrrega del projectil per fondre el metall d'un blindatge. Quan el projectil impacta contra el blindatge enemic, es detona la càrrega explosiva i, a causa de la seva disposició, es projecta cap endavant, amb una força i velocitat de 8.000 m/s i 10.000 k/cm² de pressió. L'efecte s'incrementa si s'afegeix un recobriment metàl·lic en forma de con invertit a l'explosiu, de manera que aquest recobriment es fon per la detonació i es forma un dard semilíquid que es projecta contra l'acer enemic i en fon el blindatge.
L'efecte s'aconsegueix disposant l'explosiu en forma còncava (forma de bol buit) o cònica al voltant d'un con, generalment de coure. En produir-se l'explosió, la força d'aquest "rebota" a l'interior del con, que se'n desvia de forma perpendicular a les parets. L'efecte resultant és una suma dels components normals al centre del con, que es converteix en un raig de gasos (plasma) a alta pressió i temperatura, que arrossega el metall fos del mateix con i el projecta cap al punt d'impacte del projectil, de manera que s'hi produeix un efecte de penetració de fins a 30 o 40 cm en formigó o acer.
L'angle més adequat per al con és el de 60 graus; també cal optimitzar la distància de la base del con al blindatge, amb la qual cosa se'n millora sensiblement el poder de penetració. Aquest sistema de disposar l'explosiu en forma de càrrega buida es basa en l'efecte Monroe.
Els plafons separadors (planxes metàl·liques o reixetes de metall), disposats a uns decímetres de distància del blindatge principal, anul·len gairebé per complet els efectes d'aquest tipus de munició.

## Història
Es va utilitzar per primer cop en la Segona Guerra Mundial per part d'Alemanya, en les seves armes personals anticarro Panzerfaust. Durant la Guerra del Golf, els tancs M1 Abrams nord-americans utilitzaven el projectil de càrrega buida STalbot, que va destruir molts T-62 i T-55 en penetrar-ne la cuirassa, incinerar la tripulació i, posteriorment, fer detonar tots els explosius al seu interior.
Les reclamacions de prioritat d'invenció són difícils de resoldre a causa d'interpretacions històriques posteriors, secretisme, espionatge i interès comercial internacional. Els caps de guerra de càrrega hueca van ser promoguts internacionalment per l'inventor suís Henry Mohaupt, que va exhibir l'arma abans de la Segona Guerra Mundial. Abans de 1939, Mohaupt va demostrar el seu invent a les autoritats d'artilleria britàniques i franceses. Durant la guerra, els francesos van comunicar la tecnologia al Departament d'Artilleria dels Estats Units, que va convidar Mohaupt als Estats Units, on va treballar com a consultor en el projecte bazooka. A mitjans de 1940, Alemanya havia introduït la primera munició HEAT disparada amb una arma de foc, la 7.5 cm disparats pel Kw. K.37 L/24 del tanc Panzer IV i el canó autopropulsat Stug III (7,5 cm Gr.38 Hl/A, edicions posteriors B i C). A mitjans de 1941, Alemanya va començar a produir granades de fusell HEAT, primer distribuïdes als paracaigudistes i, el 1942, a les unitats de l'exèrcit regular. El 1943 es van introduir el Püppchen, el Panzerschreck i el Panzerfaust. El Panzerfaust i el Panzerschreck o "terror dels tancs" donaven a l'infanteria alemanya la capacitat de destruir qualsevol tanc al camp de batalla de 50 a 150. m amb relativa facilitat d'ús i formació, a diferència del PIAT del Regne Unit.
La primera arma HEAT britànica que es va desenvolupar i comercialitzar va ser una granada de rifle que utilitzava una2 1⁄2 polzades (63,5 mm) llançador de copes a l'extrem del canó; la granada AT britànica núm. 68 lliurada a l'exèrcit britànic el 1940. El 1943, es va desenvolupar el PIAT; una combinació d'un cap de guerra HEAT i un sistema de llançament de morter de clavilla. Tot i que era feixuga, l'arma finalment va permetre a la infanteria britànica atacar blindatges a distància; les mines i granades magnètiques manuals anteriors els obligaven a apropar-se suïcidament. Durant la Segona Guerra Mundial, els britànics es referien a l'efecte Munroe com l' efecte de cavitat en explosius.